# معركة برديس
معركة برديس هي معركة نشبت في قريةبرديس التابعة لمركز البلينا بمحافظة سوهاج يوم الأربعاء 2 يناير حيث قام بعض أفراد عائلة الشيمي بالهحوم على عائلة النحيلي بالأسلحة الآلية وقنابل المولوتوف  وإشعال عدد من الملثمين النيران في عدد من المنازل وسط إطلاق نار مكثف من عدد كبير من الأسلحة والبنادق الآلية فضلاً عن استخدام «الشوم والعصي» مما أدى لمصرع 3 أشخاص وإحراق العديد من المحال ومنزلين وتوقف حركة القطارات وقطع الكهرباء.

## الدوافع
كانت هناك خصومة ثأرية التي تحمل رقم 6281 إدارى مركز البلينا لسنة 2012 التي وقعت في 9 نوفمبر 2012 بين عائلة «النحيلي» و«الشيمى» والتي نتج عنها مقتل «عثمان رشيد البدرى» ينتمي لعائلة «النحيلي».

## تدخل قوات الأمن
تمكنت الأجهزة الأمنية بمديرية أمن سوهاج من السيطرة على أعمال إطلاق النار وحرق المحال وفرضت الاجهزة الامنية بسوهاج طوقا أمنيا علي منطقة محطة سكة الحديد بقرية برديس وأصدر اللواء مدير أمن سوهاج أوامره بالدفع بعدد 3 تشكيلات أمن مركزي و2 ميكروباص مدرع و5 سيارت إطفاء لاحتواء الموقف.

## الخسائر

### الخسائر البشرية
نتج عن الهجوم مقتل «فؤاد جابر عبد اللطيف» صاحب مقهى، و«رمضان أحمد أبو الوفا» و«حسن أمين مبارك».

### الخسائر المادية
احتراق 7 محلات تجارية، وكافيتريا، ومنزلين، وعدد من الأكشاك الخشبية، وتوقف حركة القطارات وقطع الكهرباء.